# ترانگ (استرالیا)
ترانگ (به انگلیسی: Terang) یک منطقهٔ مسکونی در استرالیا است که در ویکتوریا (استرالیا) واقع شده‌است.